# Логистический поток
Логистический поток — направленное движение совокупности материально-вещественных, финансовых, информационных, энергетических, кадровых и других видов ресурсов в экономической сфере от поставщиков к потребителям. Основой логистического потока является материальный поток, которому, как правило, сопутствуют или соответствуют прочие потоки (информационные, финансовые и т. д.).
Пример логистического потока:
- материальный — перемещение товаров посредством какого-либо транспорта;
- финансовый — расчеты за поставку товара;
- информационный — товаросопроводительная документация, ведение учета поставок в компьютерных базах данных.

Частные потоки в рамках логистического потока могут быть как сонаправлены (товары и накладные на них), так и противоположно направлены (товары и расчеты за них).